# Wolfgang Ritter (Unternehmer)
Wolfgang Hermann Ritter (* 7. April 1905 in Bremen; † 25. März 1993 in Baar in der Schweiz) war ein Bremer Unternehmer.

## Biografie
Wolfgang Ritter wurde am 7. April 1905 als Sohn des Bremer Kaufmanns, Tabakunternehmers und Senators Hermann Theodor Ritter (1878–1949) und seiner Frau Wilhelmine Auguste Rosa Maria Wanda geb. Fischer (1883–1960) in Bremen geboren.
Er besuchte die Oberrealschule bis zur Mittleren Reife.
1921 war er Volontär und Lehrling im väterlichen Unternehmen der Tabakfabrik Martin Brinkmann, die 1929 zu der Aktiengesellschaft Martin Brinkmann AG umgewandelt wurde. 1924 führte er seine erste Reise in die USA durch und er besuchte Tabakfarmen in den Südstaaten. Er organisiert den ersten Direkteinkauf in den USA. 1929 übernahmen er und sein Bruder Helmut (1907–1968) leitende Positionen im Unternehmen. Zu jener Zeit war das Unternehmen Europas größte Tabakfabrik mit rund 2500 Mitarbeitern. 1931 beginnt die Firma mit der Zigaretten-Produktion. 1933, als sein Vater Senator wurde, erhielt er die Unternehmensleitung. Der Vater konnte das Unternehmen  durch seine Funktion als Leiter der Fachgruppe Tabakindustrie in Berlin bei der Reichsregierung  unterstützen. 1937 zog die Verwaltung von Bremen nach Berlin um. Bis 1968 führte er, mit einer Unterbrechung von 1945 bis 1948 (Entnazifizierungsverfahren), erfolgreich die Firma.
Nach dem Zweiten Weltkrieg war das Unternehmen eine GmbH und wurde 1963 wieder zur Aktiengesellschaft. Ritter übernahm den Vorsitz im Aufsichtsrat. Er beauftragte 1963 Oskar Kokoschka, den Bremer Markt zu malen. Peer Export und Lord Extra waren einige der erfolgreichen Zigarettenmarken dieser Zeit. 1966 übernahm der südafrikanische Rupert-Konzern eine Minderheitsbeteiligung an der Martin Brinkmann AG und 1967 wird Brinkmann mit dem Rupert-Konzern vereint. 1968 beendete Ritter sein aktives Berufsleben. Er verlegte aus steuerlichen Gründen seinen Wohnsitz in die Schweiz. 1972 übernahm indirekt der Rupert-Konzern das restliche Aktienkapital der Martin Brinkmann AG. 
1970 wurde die Martin-Brinkmann-Stiftung gegründet und 1981 in Wolfgang-Ritter-Stiftung umbenannt. Sie hat die Universität Bremen, die Hochschule Bremen und die International University Bremen mit Zuwendungen unterstützt und finanziert außerdem den jährlich ausgelobten Wolfgang-Ritter-Preis.
Ritter war seit 1954 Kaufmännisches Mitglied der Stiftung Haus Seefahrt.
Er war Honorarkonsul von Peru und Präsident der Landesgruppe Bremen der Olympischen Gesellschaft. Zudem engagierte er sich für den Tennissport. Von 1959 bis 1960 war er Mitglied des Beirats der Friedrich-Naumann-Stiftung.
Ritter war viermal verheiratet. Die erste Eheschließung fand 1930 im Standesamt Nordenham statt. Die zweite Eheschließung fand am 12. September 1939 im Standesamt Berlin-Schmargendorf mit Josephine geb. Hagedorn statt. Die Ehe wurde geschieden. Die dritte Eheschließung fand 1946 mit Elisabeth geb. Fischl statt. Aus der Ehe entstammen zwei Söhne. Die vierte Eheschließung fand am 15. Mai 1959 im Standesamt Hamburg-Barmbek/Uhlenhorst mit Gertrude geb. Grobetz statt.